# Videle
Videle es una ciudad de Rumania en el distrito de Teleorman.

## Geografía
Se encuentra a una altitud de 96 m s. n. m. a 73 km de la capital, Bucarest.

## Demografía
Según estimación 2012 contaba con una población de 11 176 habitantes.
| 1948 | 1956 | 1966 | 1977   | 1992   | 2002   | 2012   |
| s/d  | s/d  | s/d  | 10 904 | 13 024 | 11 987 | 11 176 |